# Priston
Priston är en ort och civil parish i Storbritannien.   Den ligger i kommunen Bath and North East Somerset och riksdelen England, i den södra delen av landet, 160 km väster om huvudstaden London. Priston ligger 86 meter över havet och antalet invånare är 232.
Terrängen runt Priston är platt åt sydväst, men åt nordost är den kuperad. Terrängen runt Priston sluttar norrut. Runt Priston är det ganska tätbefolkat, med 144 invånare per kvadratkilometer. Närmaste större samhälle är Bristol, 16,6 km nordväst om Priston. Trakten runt Priston består i huvudsak av gräsmarker.